# (2998) Berendeya

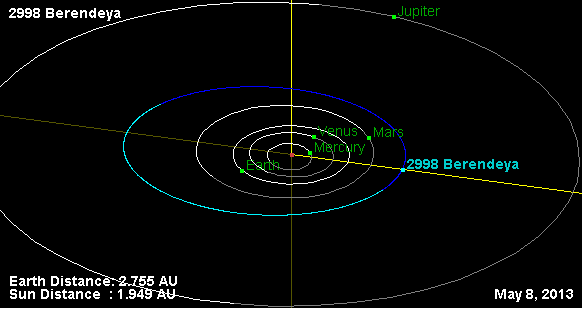
Orbite de 2998.

(2998) Berendeya est un astéroïde de la ceinture principale qui fut découvert par Lioudmila Tchernykh le 3 octobre 1975.